# Zierikzee

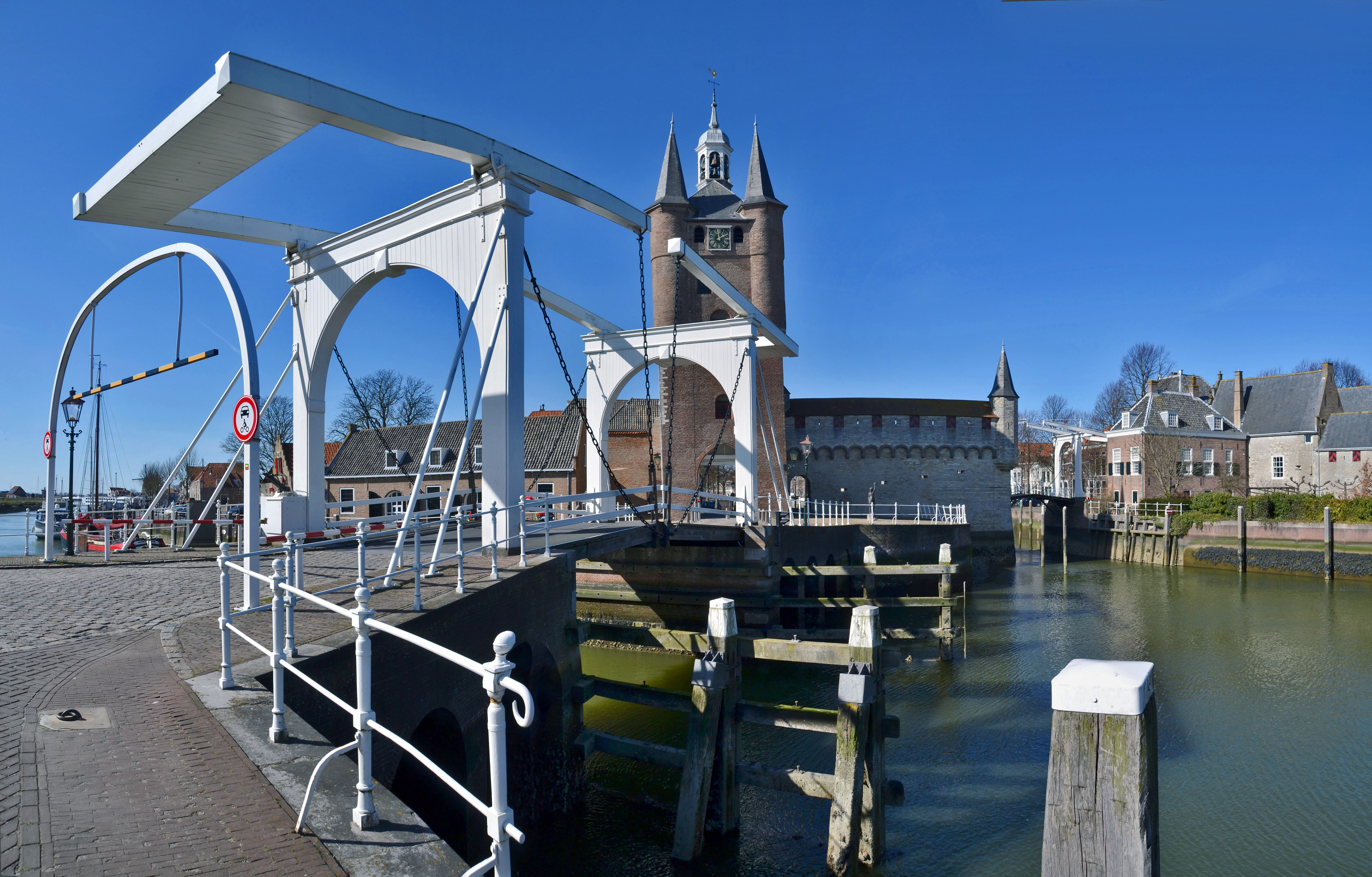
Zuidhavenpoort, Oude Haven

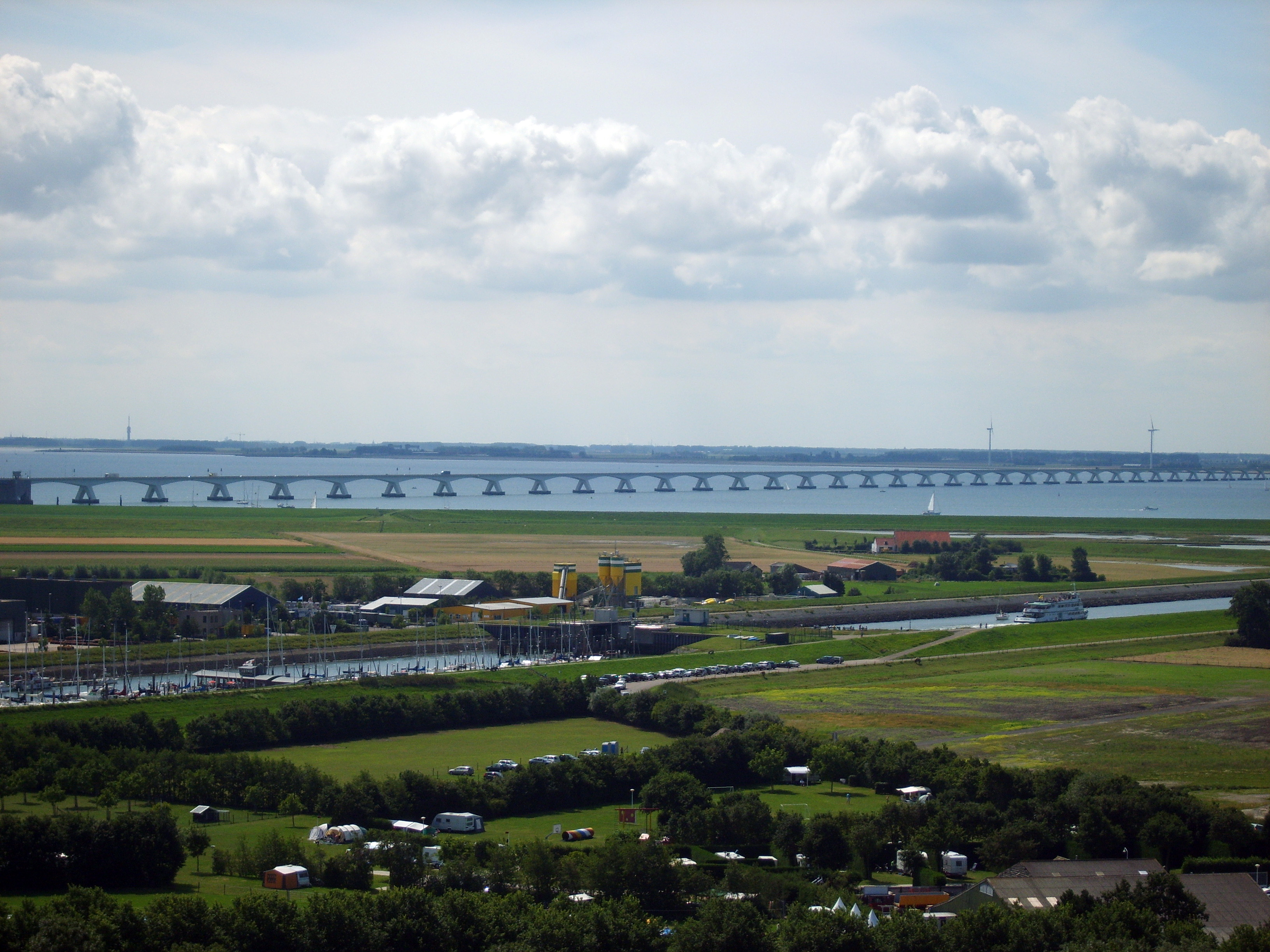
Zeelandbrug bei Zierikzee

Zierikzee (alte Schreibweisen: Zierczee, Ziericzee, seeländisch Zurrikzeê, deutsch veraltet Zierksee) ist eine Stadt im Südosten der Insel Schouwen-Duiveland in der niederländischen Provinz Zeeland. Zierikzee ist der Verwaltungssitz der Gemeinde Schouwen-Duiveland, die alle Ortschaften der gleichnamigen Insel umfasst.
Die Stadt erstreckt sich über zirka 2300 Hektar Land und hatte im Januar 2024 12.035 Einwohner. Um die 55 Prozent der arbeitenden Bevölkerung sind im Dienstleistungssektor tätig.
Durch die Zeelandbrug (deutsch Seelandbrücke) ist Zierikzee an Noord-Beveland und damit an den äußersten Süden der Niederlande und in Richtung Antwerpen und Gent angebunden.

## Geschichte

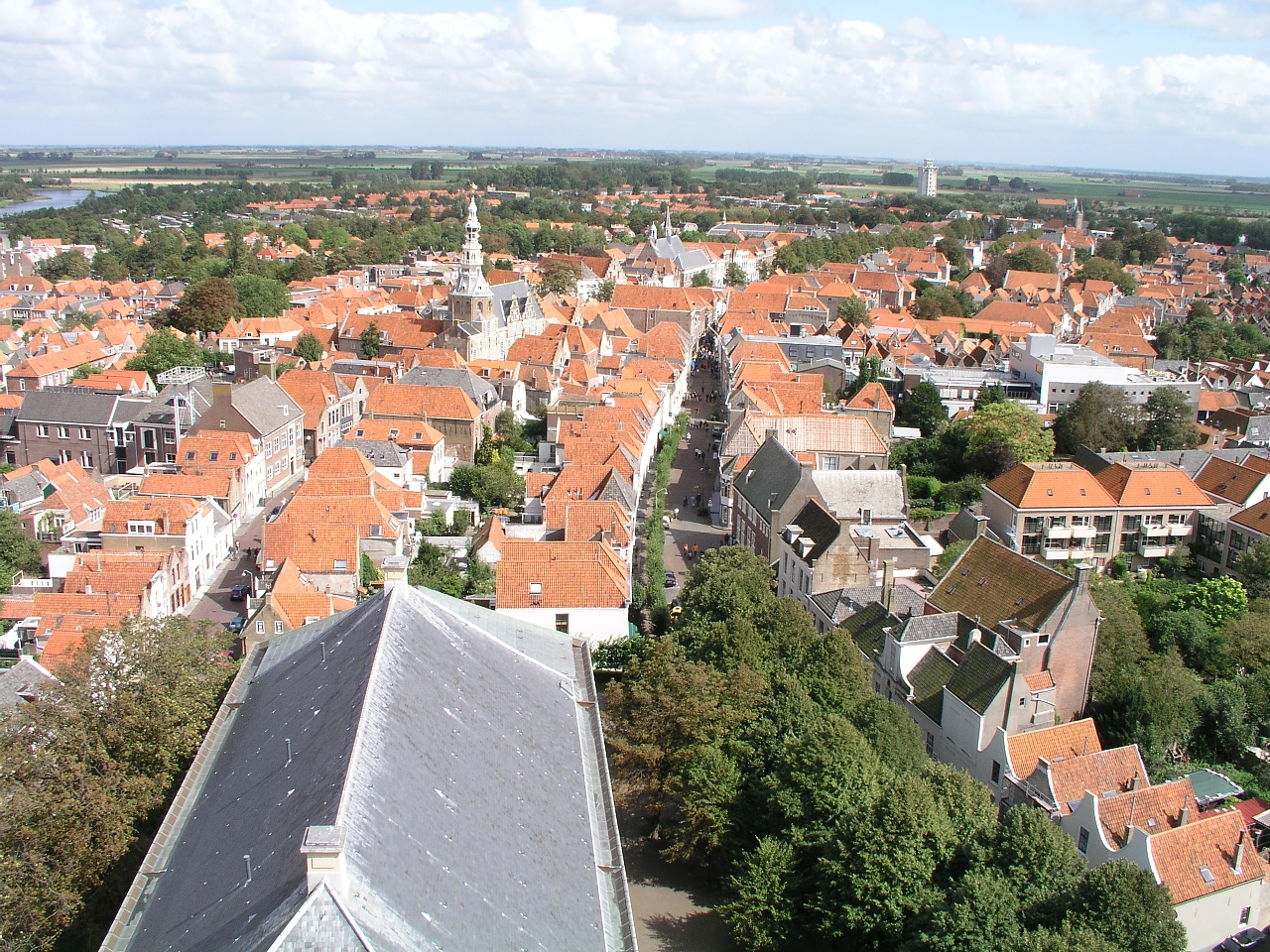
Blick über Zierikzee vom Monstertoren aus

### Der Name
Der Ortsname leitet sich vermutlich von einem friesischen Siedler namens Zierik ab, der zu einem lokalen Machthaber heranwuchs und nach dem die Bucht am Bachlauf der Ee »Zieriks Ee« genannt wurde. Der heutige Ortsname wäre damit eine Genitivattributierung und entsprechend getrennt »Zierikz’ee« zu lesen und nicht, wie üblich, nach Zierik’zee zu trennen, als gäbe es vor Ort eine(n) entsprechende(n) See.

### Frühmittelalter
Zierikzee soll um 849 gegründet worden sein. Erste archäologische Hinweise für eine Besiedlung finden sich ab dem 11. Jahrhundert. Wie wahrscheinlich für ganz Schouwen gültig, wurden auch hier die Zeiten gestiegener Wasserpegel im 9. und 10. Jahrhundert abgewartet, bevor man die Insel allmählich wieder als Siedlungsraum betrachtete.
Eine Urkunde der Abtei Sint Baaf in Gent verzeichnete 976 einen »Creka« genannten Besitz auf Schouwen, mit dem (das Gebiet des heutigen) Zierikzee gemeint sein könnte. Dies ist anzunehmen, da auch später die Beziehungen zur Abtei nicht abrissen. Auch der Stadtpatron Sint Lieven selbst ist eine wahrscheinlich in Sint Baaf entstandene Fiktion.
Die erste gesicherte Erwähnung Zierikzees datiert aus der Zeit nach der großen Sturmflut von 1134 und nennt den Ort 1156 »Siricasha«. Kurz darauf dürfte auch eine im romanischen Stil entworfene Kirche errichtet worden sein. Die der Kirche gegenüberliegende Burg war älteren Ursprungs und dürfte vom flämischen Grafen Boudewijn V. begründet worden, aber bereits 1048 in die Hände des holländischen Grafen gelangt sein.
Die volkskundlichen Überlieferungen wollen Zierikzee als Heimat der Kirke der griechischen Mythologie sehen, wie beispielsweise auch *Ulyssingen (Vlissingen) nach Ulysses (Odysseus) als Gründer benannt worden sein soll.

### Hoch- und Spätmittelalter
Die Auseinandersetzungen zwischen Flamen und Holländern um Zeeland bestimmten nun große Teile des strategisch günstig gelegenen Zierikzee. Für 1205 wird von einer ersten Belagerung des Ortes berichtet, der somit schon befestigt gewesen sein muss. 1217 (oder zwischen 1219 und 1222) verlieh Graf Willem II. von Holland dem Ort sodann die Stadtrechte, die am 11. März 1248 bestätigt wurden. Entsprechend der neuen Rechtssituation erlebte die Stadt nun einen gewissen Aufschwung; von hier aus wurden Salz und Hering, aber auch Tuche und Färberröte gehandelt. Ein Hafenkanal zur Oosterschelde entstand, als die Gouwe, die östlich der Stadt Schouwen von Duiveland trennte, versandete.

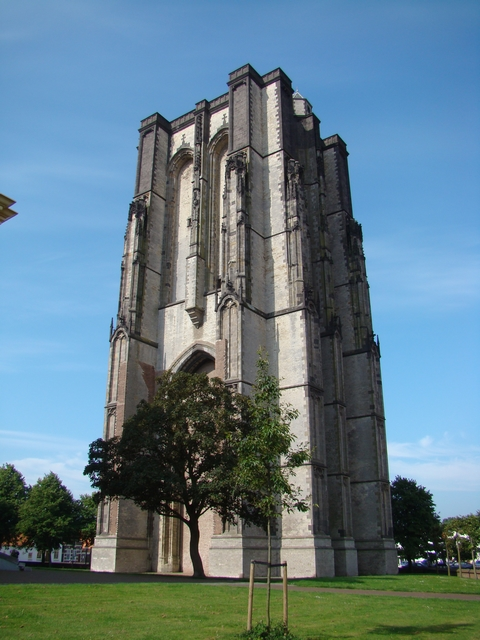
Monster-Toren oder St. Lievens-Toren

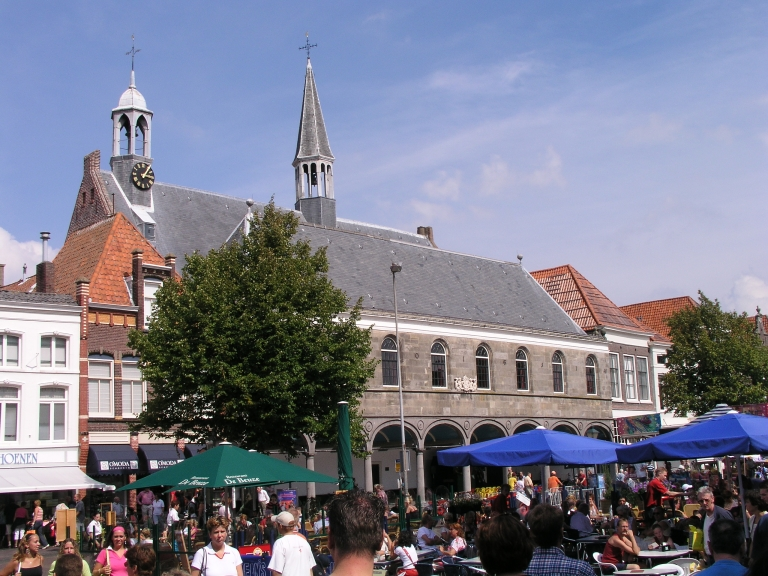
Gasthuiskerk mit Wochenmarkt

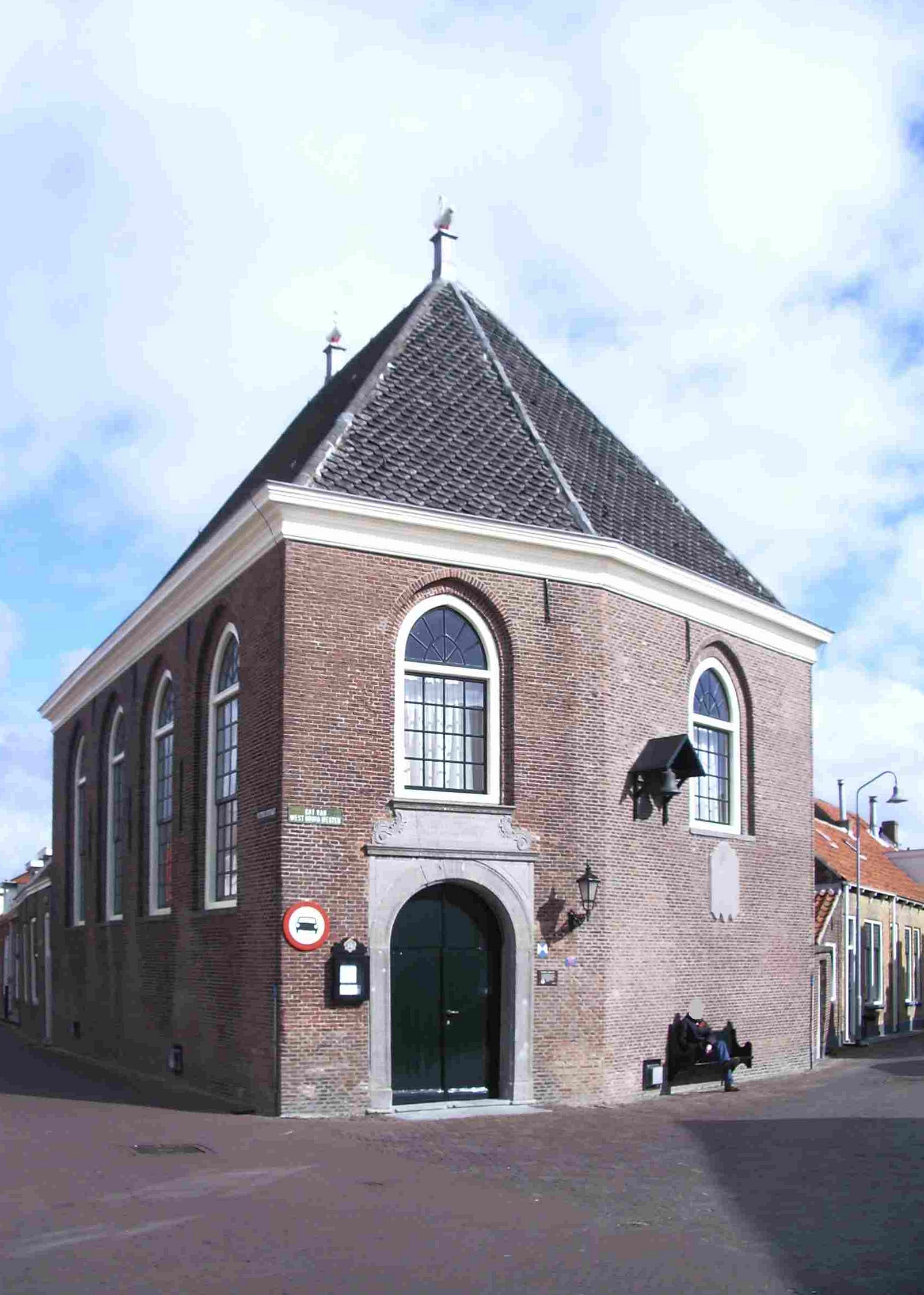
Lutherse Kerk

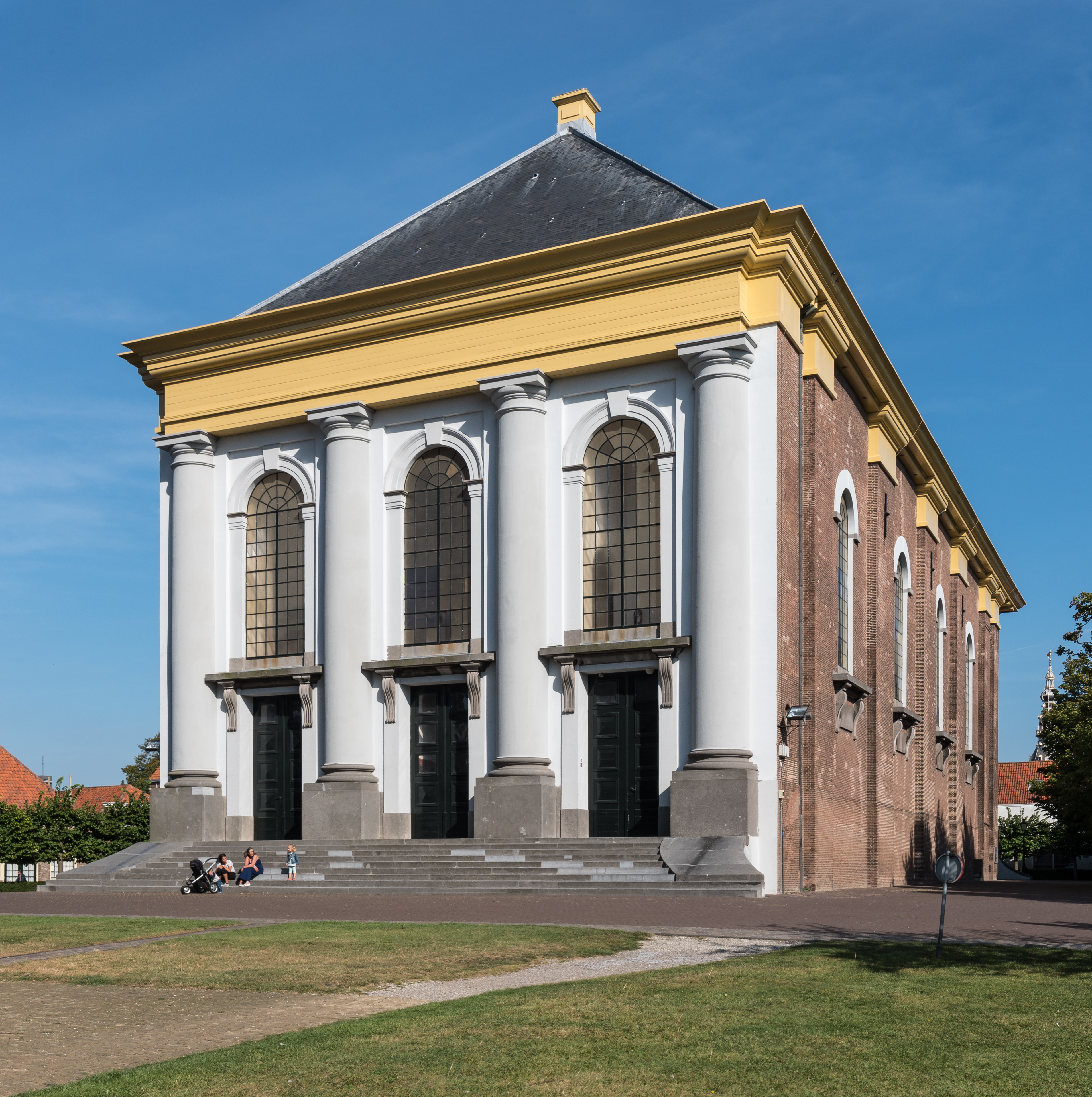
Nieuwe Kerk

Noch im 13. Jahrhundert befanden sich nicht nur ein gasthuis (deutsch Krankenhaus) und eine vleeshal, sondern auch ein Beginenhaus (1256), ein Kloster der Predigerbrüder (um 1275) und ein Minoriten-Kloster (1260) in der Stadt. Dieses Kloster der Eksterbroeders ging allerdings rasch wieder unter. Der Zunahme an Bedeutung entsprach dann auch eine zunehmende Verwicklung in den Krieg der Holländer mit den Flamen. Nachdem 1303 bereits Willem, der Sohn Jans II. in der Stadt Zuflucht gefunden hatte, musste dieser dann dennoch große Gebiete an die Flämischen unter Gwijde van Namen abtreten (wovon Zierikzee explizit ausgenommen worden war). Ein weiterer holländischer Versuch, die Vormacht in Zeeland zu behaupten, endete mit einer völligen Niederlage, bei der Gewijde van Avesnes, der Bischof von Utrecht gefangen genommen wurde und Willem erneut in Zierikzee Zuflucht suchen musste. Die Stadt blieb zwar vorerst von der auf Utrecht zu marschierenden Streitmacht unbehelligt (derweil Witte van Hamsteede (1280/82–1321), der uneheliche Sohn Floris V. die holländischen Städte gegen die Flamen zu einen versuchte), geriet dann aber, nachdem an den meisten wichtigen strategischen Punkten auf Schouwen-Duiveland flämische Posten errichtet worden waren, doch wieder ins Blickfeld der Feinde.
1304 zog dann vor Zierikzee zu Wasser und zu Lande eine flämische Streitmacht auf, die mit zirka 120.000 Soldaten von beeindruckender Größe gewesen sein musste. Die Stadt wurde mit aller Kriegs- und Belagerungskunst und aller hierfür zur Verfügung stehenden Maschinerie angegangen, wagte auch immer wieder kleinere Ausfälle, überdauerte aber wohl nur durch den harten Widerstand vor allem der Frauen, die einmal einige Straßen der Stadt abrissen, damit die Männer die Steine auf die Belagerer werfen konnten, dann wieder löschten und hungerten und so die Belagerung in die Länge zu ziehen vermochten, bis schließlich eine Flotte holländischer und französischer Kriegsschiffe unter dem Kommando des monegassischen Admirals Raniero Grimaldi eintraf. Die Flotte war an Zahl und Kampfkraft zwar der flämischen unterlegen, Kriegsglück und die Gezeiten brachten in der am 10. August 1304 ausbrechenden Schlacht aber schließlich den Holländischen und ihren Verbündeten den Sieg. Willem, der sich an Bord eines der Schiffe befand, zog erneut, nun aber nicht auf der Flucht, sondern als Willem III., Graf von Holland, Zeeland und Hennegau (Henegouwen), in die Stadt ein.

### Neuzeit
Im Jahre 1575, zu Beginn des Achtzigjährigen Krieges (1568–1648), erschien der spanische Feldherr Don Cristóbal de Mondragón vor der Stadt und eroberte sie 1576 nach neunmonatiger Belagerung, zog dann jedoch bald wieder ab.
Am 27. Juni 2022 wurde durch einen Tornado, der durch die Stadt zog, eine Person getötet und mindestens sieben Menschen verletzt.

## Bauwerke
Bekanntestes Bauwerk Zierikzees ist der weithin sichtbare, als „Monstertoren“ (= Münsterturm) bezeichnete monumentale Kirchturm der ehemaligen St.-Lievens-Kirche, begonnen 1454. Weitere sakrale Bauwerke sind die Lutherse Kerk von 1713, die Gasthuiskerk (Spitalkirche) aus dem 15. Jahrhundert und die als Ersatz für die 1832 niedergelegte Kirche die 1835–1848 erbaute Nieuwe Kerk im neoklassischen Stil.
Weitere beachtenswerte Bauwerke sind das Stadhuis (Rathaus) aus dem 16. Jahrhundert mit Umbauten aus dem 18. Jahrhundert und die drei Tore der alten Stadtbefestigung: Nobelpoort, Noordhavenpoort und Zuidhavenpoort. Das Haus Gravensteen ist das ehemalige städtische Gefängnis aus den Jahren 1524/26. Das Huis De Haene mit repräsentativer Fassade entstand um 1500.

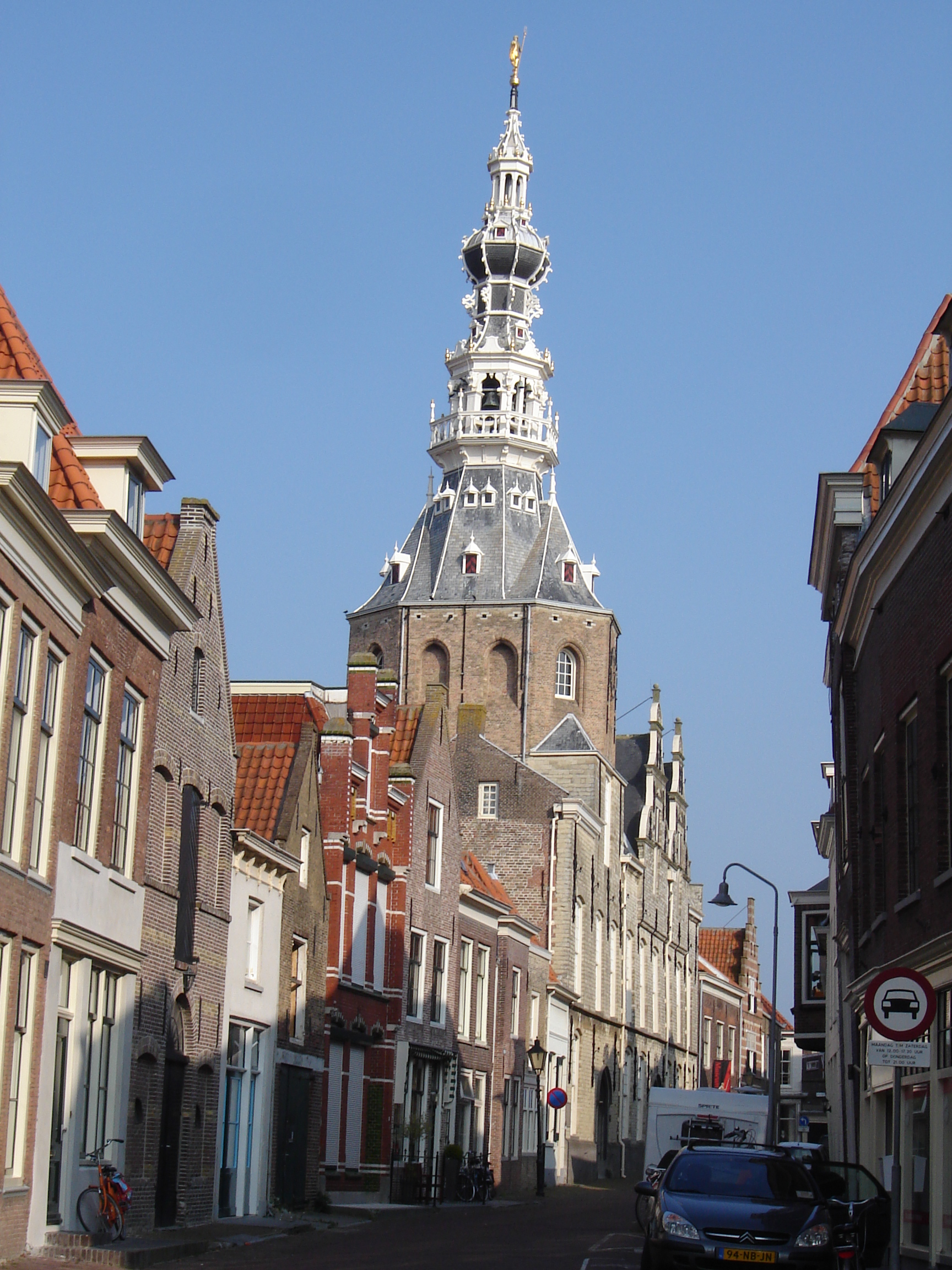
Das Rathaus
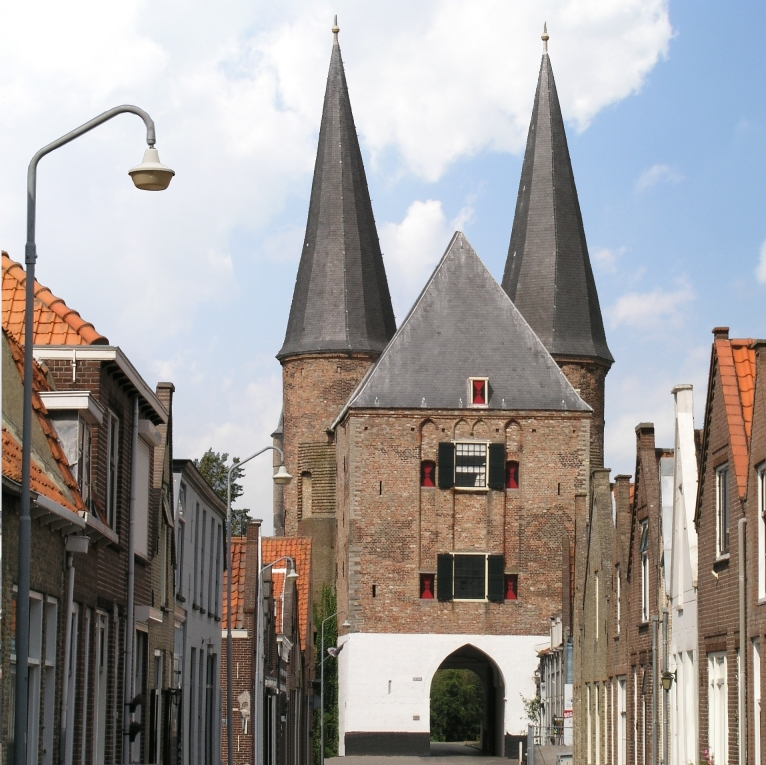
Nobelpoort – Innere Seite
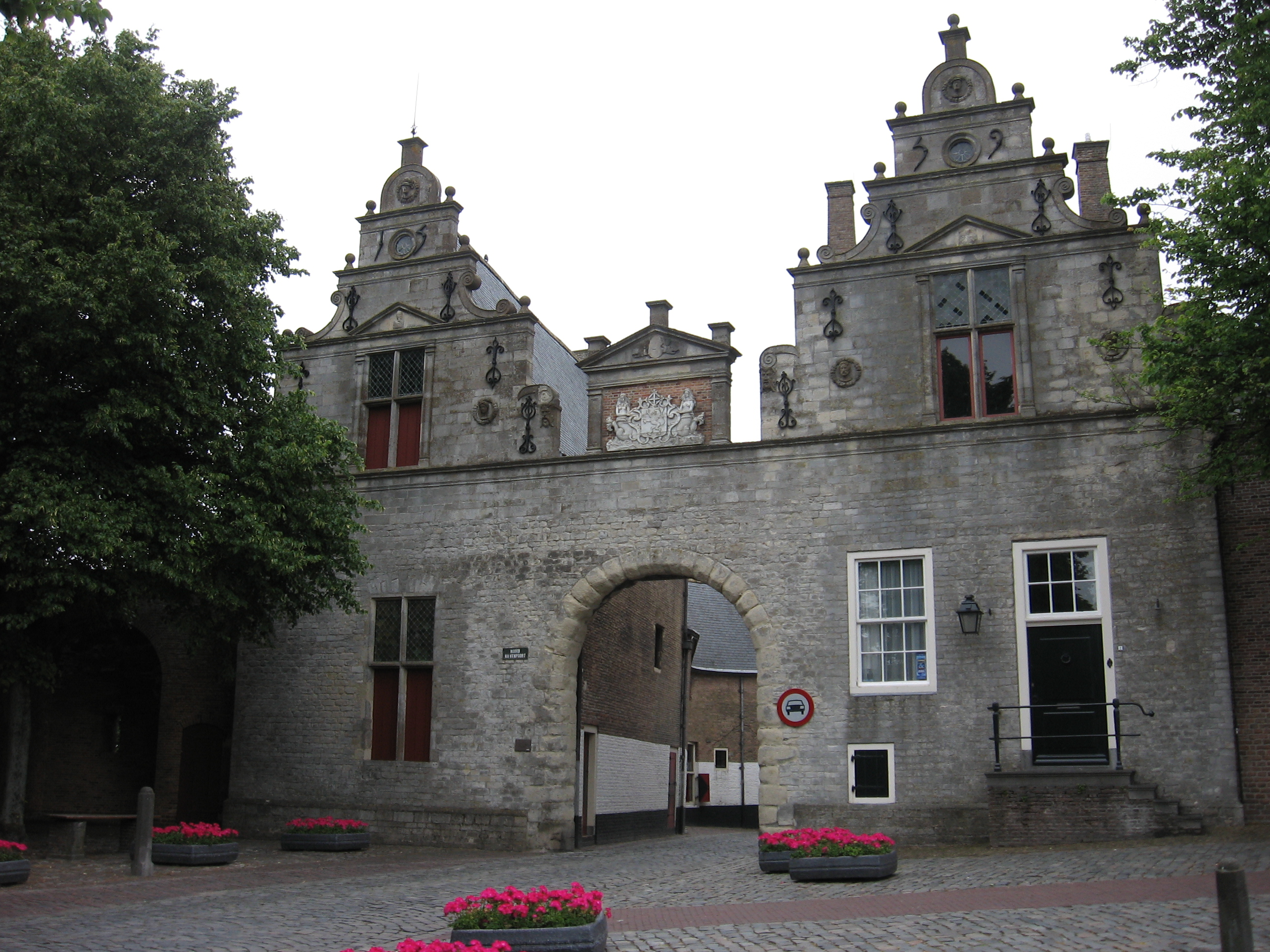
Noordhavenpoort
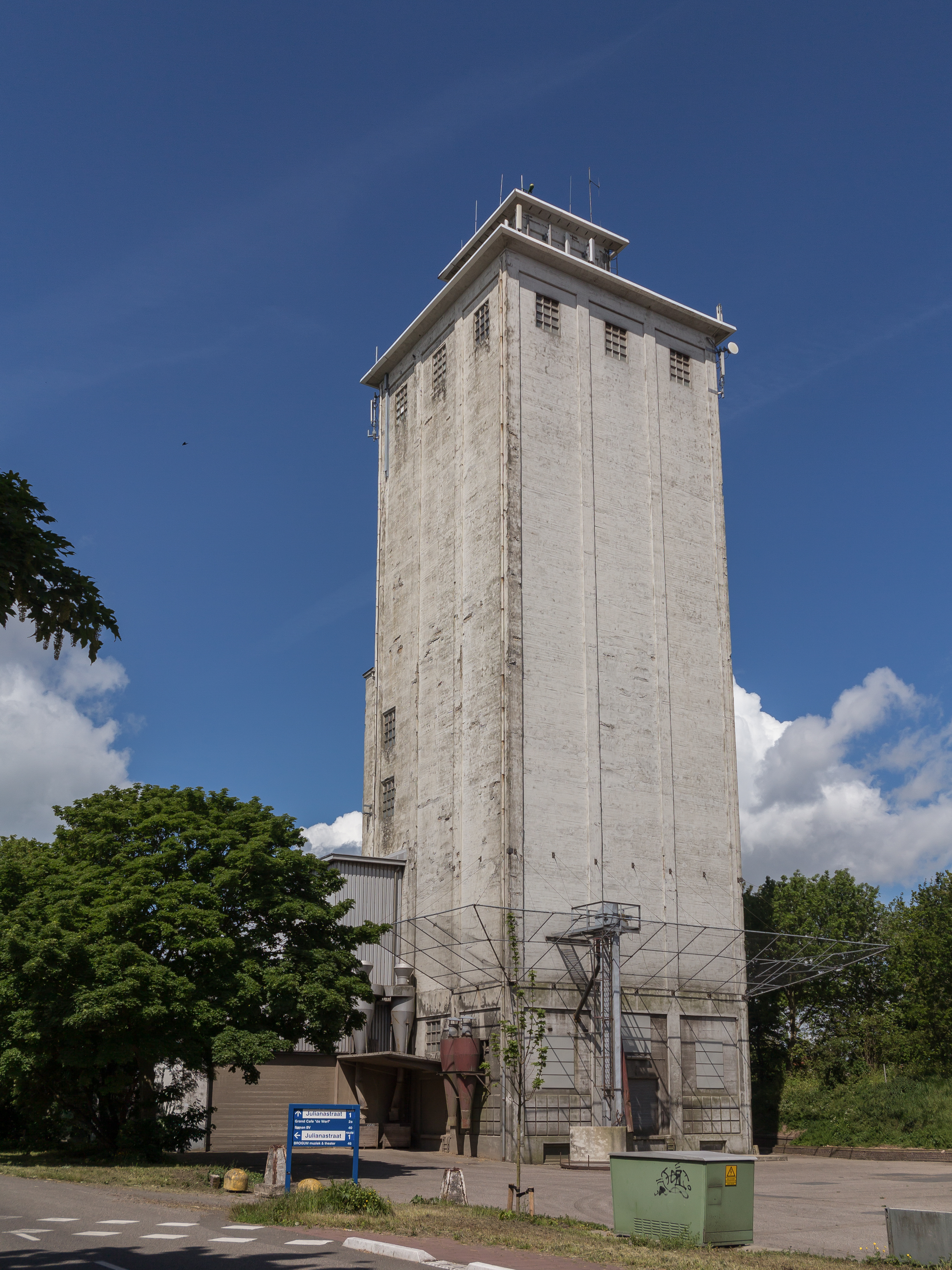
Turm im Industriegebiet

## Städtepartnerschaften
Partnerstädte von Zierikzee sind Hatfield im Vereinigten Königreich und Saint-Hilaire-du-Harcouët in Frankreich.

## Söhne und Töchter der Stadt
- Karel Slabbaert (1619–1654), Maler und Zeichner, in Middelburg tätig
- Galenus Abraham de Haen (1622–1706), Arzt und mennonitischer Prediger
- Pieter Corneliszoon Plockhoy (* um 1625–um 1670), Mennonit, Koloniegründer in der Delaware Bay/USA
- Job Baster (1711–1775), Arzt und Naturforscher
- Johannes Cornelis de Jonge (1793–1853), Geschichtsschreiber
- Pieter Caland (1826–1902), Ingenieur
- Abraham J. Muste (1885–1967), sozialistischer Friedens- und Gewerkschaftsaktivist, reformierter Pfarrer (als Kind in die USA ausgewandert)
- Bert de Vries (1939–2021), Archäologe
- Jan Pieter Lokker (* 1949), Politiker
- Adrie Koster (* 1954), Fußballspieler und -trainer
- Peter van Vossen (* 1968), ehemaliger Fußballspieler
- Alette Sijbring (* 1982), Wasserballspielerin
- Anne Terpstra (* 1991), Mountainbikerin

## Zeelandbrug und weitere Verkehrswege
Die 1965 eröffnete Zeelandbrug zwischen Schouwen-Duiveland und der kleinen Insel Noord-Beveland gehört zum Provinciale weg 256.